# 佐渡絹代
佐渡 絹代（さど きぬよ、1932年6月7日 - ）は、日本の女優。東宝の専属女優として活動していた。夫は東宝の専属俳優だった由起卓也。

## 出演作品

### 映画
- 愛の歴史（1955年）：ジュリアのマダム
- 続 ますらを派出夫会 お供は辛いネの巻（1956年）：街子の友達
- 独立愚連隊（1959年）
- 独立愚連隊西へ（1960年）
- 太陽は呼んでいる（1963年）
- 江分利満氏の優雅な生活（1963年）：社宅の奥さん
- 社長忍法帖（1965年）：料亭の女中
- 社長千一夜（1967年）：女中A
- 続・社長千一夜（1967年）：「西の家」の女中
- 赤毛（1969年）：嬶
- コント55号 宇宙大冒険（1969年）：パラド星の教育ママ連合会員
- 激動の昭和史 沖縄決戦（1971年）：母親
- 日本一のショック男（1971年）：デモの女A

### テレビ
- ウルトラマン 第37話「小さな英雄」（1967年）：母親
- 快獣ブースカ 第40話「水の大行進」（1967年）：母親
- ウルトラセブン 第8話「狙われた街」（1967年）：弔問客
- マイティジャック 第4話「祖国よ永遠なれ!!」（1968年）：ウェイトレス